# Jurská federace

Logo Jurské federace

Jurská federace byla federalistická a anarchistická sekce První internacionály, z větší části umístěná mezi hodináři v pohoří Jura ve Švýcarsku. Jurská federace byla založena 9. října 1870 na setkání lokálních sekcí v Saint-Imier. Spolu se všemi ostatními anarchistickými sekcemi byla z První internacionály vypovězena po Haagském kongresu v roce 1872.
Anarchisté v Jurské federaci, jako byl James Guillaume, hráli klíčovou roli pro Kropotkinův přechod k anarchismu. V Pamětech Revolucionáře Kropotkin píše, že „rovnostářské vztahy, které jsem našel v pohoří Jura, nezávislost myšlení a projevu, které jsem viděl rozvíjející se mezi pracovníky a jejich naprostá nesobecká láska byly příčinami, které značně zapůsobily na mé pocity; a když jsem se vracel z hor po týdnu s hodináři, mé názory na socialismus se usadily. Byl jsem anarchista.“